# أدمير تيرزيتش
أدمير تيرزيتش (بالألمانية: Admir Terzić)‏ هو لاعب كرة قدم ألماني في مركز الدفاع، ولد في 19 سبتمبر 1992 في آلسدورف في ألمانيا. لعب مع بوروسيا دورتموند ب.

## وصلات خارجية
- أدمير تيرزيتش على موقع قاعدة بيانات كرة القدم.إي يو (الإنجليزية)
- أدمير تيرزيتش على موقع بيانات كرة القدم. دي إي (الألمانية)
- أدمير تيرزيتش على موقع عالم كرة القدم.نت (الإنجليزية)